# Microdipoena vanstallei
Microdipoena vanstallei là một loài nhện trong họ Mysmenidae.
Loài này thuộc chi Microdipoena. Microdipoena vanstallei được L. Baert miêu tả năm 1985.